# Eois expallidata
Eois expallidata är en fjärilsart som beskrevs av W. Warren 1904. Eois expallidata ingår i släktet Eois och familjen mätare. Inga underarter finns listade i Catalogue of Life.